# Enkh-Amaryn Davaanasan
Enkh-Amaryn Davaanasan (6 aprile 1998) è una lottatrice mongola, specializzata nella lotta libera.

## Palmarès
- Campionati asiatici

Ulaanbaatar 2022: bronzo nei 72 kg.